# Onychogale bridé
Onychogalea fraenata
Espèce
Statut de conservation UICN

 VU D1+2 : Vulnérable
Statut CITES
L'Onychogale bridé ou wallaby bridé à queue cornée (Onychogalea fraenata) est une espèce de marsupiaux de la famille des macropodidés.

## Description
Il pèse de 4 à 6 kg et le mâle est un peu plus lourd que la femelle. Il a une ligne blanche partant de la partie postérieure du cou et descendant de chaque côté sur les épaules et passant en arrière des pattes antérieures. Sa face porte des raies de couleur. Sa queue se termine par un éperon corné de 5 à 6 mm de long, caché dans les poils, dont on ne connait pas l'utilité.

## Répartition et habitat
Très répandu autrefois à l'Ouest de la Cordillère australienne, il a longtemps été considéré comme disparu et a été retrouvé en 1973 près de la localité de Dingo, au Queensland et la région où il a été retrouvé a été expropriée et classée en Parc (Parc national de Taunton).
Il vit dans les régions de bois clairsemés.

## Alimentation
Il broute de l'herbe ( Herbivore )